# Kościół św. Michała Archanioła w Jeżowie Sudeckim
Kościół świętego Michała Archanioła – rzymskokatolicki kościół parafialny należący do parafii pod tym samym wezwaniem (dekanat Jelenia Góra Zachód diecezji legnickiej).

## Historia
Świątynia została wzniesiona w 1574 roku, następnie została przebudowana w XIX i na początku XX wieku. Kościół jest salowy, posiada wnętrze nakryte sklepieniem kolebkowym z lunetami, emporę obiegającą nawę z trzech stron i ośmiokątną sygnaturkę umieszczoną na kalenicy dwuspadowego dachu. W elewacjach znajduje się skromny portal kamienny wykonany w XVII wieku, okna są  rozglifione  i zamknięte łukiem półkolistym. We wnętrzu można zobaczyć barokowy ołtarz wykonany pod koniec XVII wieku, drewnianą polichromowaną ambonę i polichromowany prospekt organowy powstały w XVIII wieku oraz obrazy i rzeźby wykonane na przełomie XVII i XVIII wieku.